# José María Gabriel y Galán

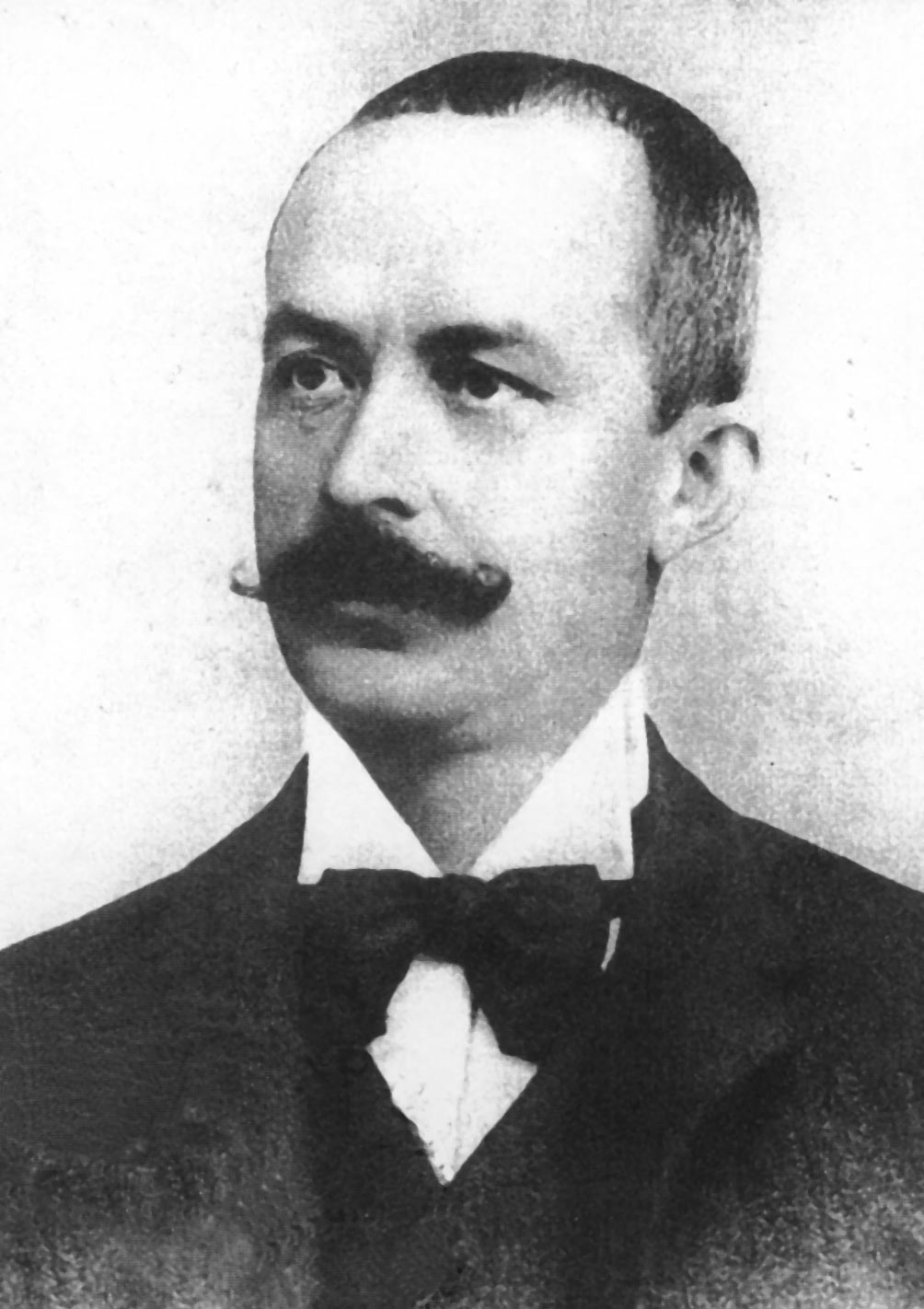

José María Gabriel y Galán, född 28 juni 1870, död 6 januari 1905, var en spansk poet.
Gabriel y Galán ägnade sig efter en kort lärarverksamhet åt lantbruket, vilket han idylliskt skildrat i bland annat Castellanas (1902-1905). Den kristna tron är ledmotivet i Religiosas och den sociala revolutionen i El himno al trabajo.